# Egil Johansen
Egil Johansen (Oslo, Noruega, 30 de abril de 1962-Oslo, 19 de septiembre de 2023) fue un futbolista noruego que jugó en la posición de centrocampista.

## Carrera

### Club
| Periodo   | Club              |
| --------- | ----------------- |
| 1979-1982 | Bøler IF          |
| 1983-1987 | Vålerenga Fotball |
| 1987-1988 | KSK Beveren       |
| 1988–1989 | Frigg Oslo FK     |
| 1990–1991 | Vålerenga Fotball |

### Selección nacional
Jugó para Noruega en 12 ocasiones de 1984 a 1987 y anotó un gol en su partido de debut ante Islandia. Participó en tres partidos en los Juegos Olímpicos de Los Ángeles 1984.

## Muerte
En abril de 2023, Johansen fue diagnosticado con esclerosis lateral amiotrófica (ELA). Falleció el 19 de septiembre de 2023 a los 61 años a causa de la enfermedad.

## Logros
- Tippeligaen (2): 1983, 1984